# Guido Silberbach
Guido Silberbach (* 24. Mai 1967 in Wanne-Eickel) ist ein ehemaliger deutscher Fußballspieler und Trainer.

## Karriere
Guido Silberbach absolvierte zehn Spiele für die SG Wattenscheid 09 in der Bundesliga und schoss dabei ein Tor. Er debütierte am 27. Spieltag der Saison 1992/93 gegen Borussia Mönchengladbach. Das einzige Tor schoss er in derselben Saison gegen den 1. FC Nürnberg.